# Devipatan (Division)
Die Division Devipatan ist eine Division im indischen Bundesstaat Uttar Pradesh. Der Verwaltungssitz befindet sich in der Stadt Gonda.

## Distrikte
Die Division Devipatan gliedert sich in vier Distrikte:
| Distrikt  | Verwaltungssitz | Fläche in km² | Einwohner (2011) | Ew./km² |
| --------- | --------------- | ------------- | ---------------- | ------- |
| Gonda     | Gonda           | 4.003         | 3.433.919        | 858     |
| Bahraich  | Bahraich        | 5.237         | 3.487.731        | 666     |
| Shravasti | Bhinga          | 1.640         | 1.117.361        | 681     |
| Balrampur | Balrampur       | 3.349         | 2.148.665        | 542     |